# Koysha-Talsperre
Koysha ist ein im Bau befindliches Laufwasserkraftwerk am Fluss Omo in Äthiopien.

## Lage
Das Kraftwerk befindet sich in der Süd-West-Region am Flusslauf des Omo, an welchem auch die Wasserkraftwerke Gilgel Gibe I, II und III liegen. Die Lage ist 370 km südwestlich der Hauptstadt Addis Abeba und ist mit dieser über Hochspannungsleitungen, welche mit 400 kV betrieben werden, verbunden. Die Region ist durch hohe Niederschläge und Monsunwald gekennzeichnet.

## Projekt
Gebaut wird das Kraftwerk durch das italienische Bauunternehmen Webuild, welche auch Gilgel Gibe III und die Grand-Ethiopian-Renaissance-Talsperre baut bzw. gebaut hat. Als Unterauftragnehmer ist das Ingenieurbüro Studio Pietrangeli Consulting Engineers beauftragt. Die Kosten sollen sich nach Angaben des öffentlichen Versorgers Ethiopian Electric Power auf 2,5 Mrd. EUR belaufen und die Anlage soll etwa eine Million Tonnen CO2 pro Jahr einsparen.

## Technische Daten
Das Koysha-Wasserkraftwerk hat eine 180 m hohe Staumauer und eine 250 m lange, 41 m breite und 60 m hohe oberflächig gelegene Kraftwerkseinheit, die mit acht Francis-Turbineneinheiten mit einer Nennleistung von jeweils 270 MW ausgestattet ist. Die Staumauer mit einer Scheitellänge von 990 m wird einen Stausee mit einer Speicherkapazität von neun Milliarden Kubikmetern schaffen. Das Projekt umfasst außerdem einen 330 m langen und 42 m hohen Kofferdamm. Der Hauptdamm wird sechs Überlauftore mit einer Breite von 20 m und einer Höhe von 17 m und einer Abflusskapazität von 13.100 m³/s haben. Das Projekt umfasst auch den Bau eines Umleitungskanals und zweier in den Dammkörper eingebetteter Mittelauslässe mit einem Durchmesser von 6 m, um den Füllstand des Stausees zu kontrollieren. Das Kraftwerk wird über drei 650 m lange Stahlrohrleitungen verfügen, von denen eine abgesenkt wird, um eine frühzeitige Stromerzeugung mit den ersten beiden Einheiten während der ersten Aufstauung zu ermöglichen. Der andere elektrische Teil des Kraftwerks umfasst insgesamt 24 Maschinentransformatoren, darunter drei einphasige 400-kV-Transformatoren und eine Schaltanlage.